# Cheval en Pologne
Le cheval en Pologne (polonais : koń) a été vénéré, en particulier de par des pratiques d'hippomancie à Szczecin, au XIIe siècle. Il connaît une nette chute d'effectifs au XXe siècle. Il est désormais élevé principalement pour les sports équestres et la viande. La Pologne est connue pour être le berceau du Konik, qui est devenu un symbole national.

## Histoire

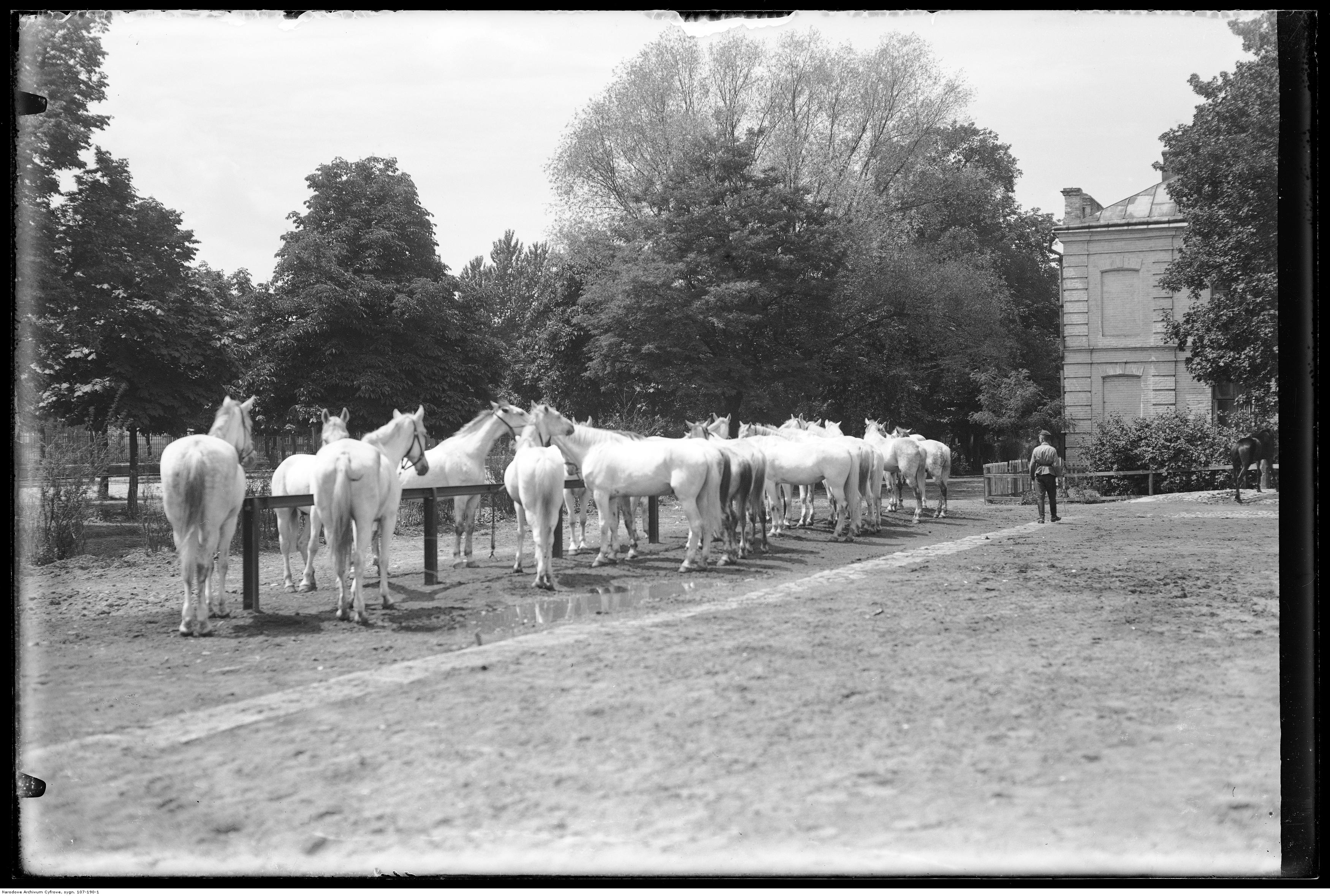
Chevaux de cavalerie polonais en 1928.

Des pratiques d'hippomancie ont eu cours sur le territoire polonais. Les deux Vitae d'Othon de Bamberg comptent une longue description de l'oracle du temple de Triglav, à Szczecin. Un superbe cheval y est voué au dieu, sellé d'or et d'argent. Pour recueillir une prédiction, des lances sont plantées au sol et le cheval passe à travers elles. S'il n'en heurte aucune, l'augure est favorable. Une selle précieuse est réservée au dieu. Le moine Herbord, assistant à ce rituel, précise que le cheval est d'une taille extraordinaire, bien nourri, de robe noire, et très sauvage, ajoutant que les lances sont au nombre de neuf. Herbord raconte aussi de quelle manière l'évêque Othon évangélise les habitants de Szczecin au XIIe siècle : ayant conclu que leur cheval oraculaire doit être éloigné, il ordonne aux habitants de le vendre à l'étranger pour tirer des chars, affirmant que ce cheval en serait bien mieux capable plutôt que de délivrer des prédictions.
La Première Guerre mondiale et la révolution d'Octobre affaiblissent considérablement l'élevage polonais,. Les haras sont presque totalement détruits.
La Pologne est connue pour avoir constitué le dernier territoire du cheval sauvage d'Europe, le Tarpan. Les premières recherches sur le cheval polonais natif remontent à 1914, sous l'impulsion de deux hippologues, Jan Grabowski et Stanisław Schuch. En 1936, le professeur Tadeusz Vetulani, de l'Université de Poznań, cherche à reconstituer l'espèce éteinte des chevaux Tarpans à partir de chevaux Konik ayant conservé des caractères jugés primitifs. Les scientifiques polonais participent à l'élaboration d'un mythe national du « cheval des origines ». L'ethnologue Bernadette Lizet l'analyse comme une « fabrication du sauvage et une restauration des systèmes naturels disparus ».
Le cheptel de chevaux polonais continue de décroître au début du XXIe siècle.

## Pratiques et usages

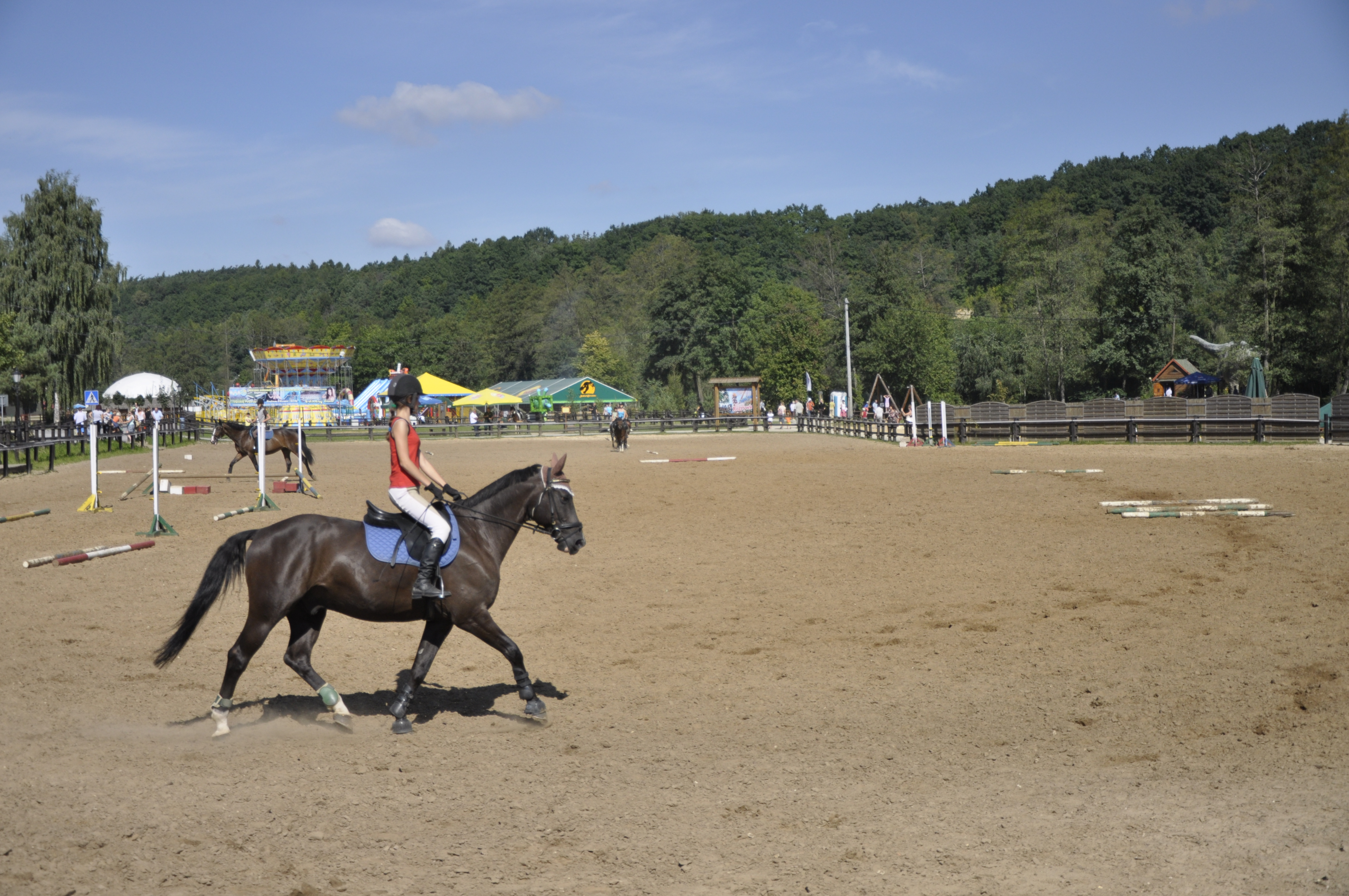
Centre équestre au Bałtów Jurassic Park.

En 2002, la Pologne est le principal fournisseur européen de chevaux de boucherie vivants. Sa filière équine est peu structurée. Une trentaine d'associations équines comptent 21 000 membres, la plus importante, l'Association polonaise des éleveurs de chevaux (PZHK), chargée de tenir les stud-books et de créer les documents d'identification de 90 % des chevaux polonais, rassemble 14 000 membres.

## Élevage
La Pologne dispose de 22 haras nationaux financés par l'État, et est membre de l'Association des haras nationaux européens. Parmi ses haras nationaux ou privés, on compte Sieraków, Ochaby, Białka, Braniewo, Jaroszówka, Michałów, Moszna, Prudnik, Książ, Walewice, et le plus célèbre, le haras national de Janów Podlaski.
En 2008, la Pologne recense 320 000 chevaux sur son territoire, soit une densité de 8,4 chevaux pour 1 000 habitants.

### Poneys et petits chevaux

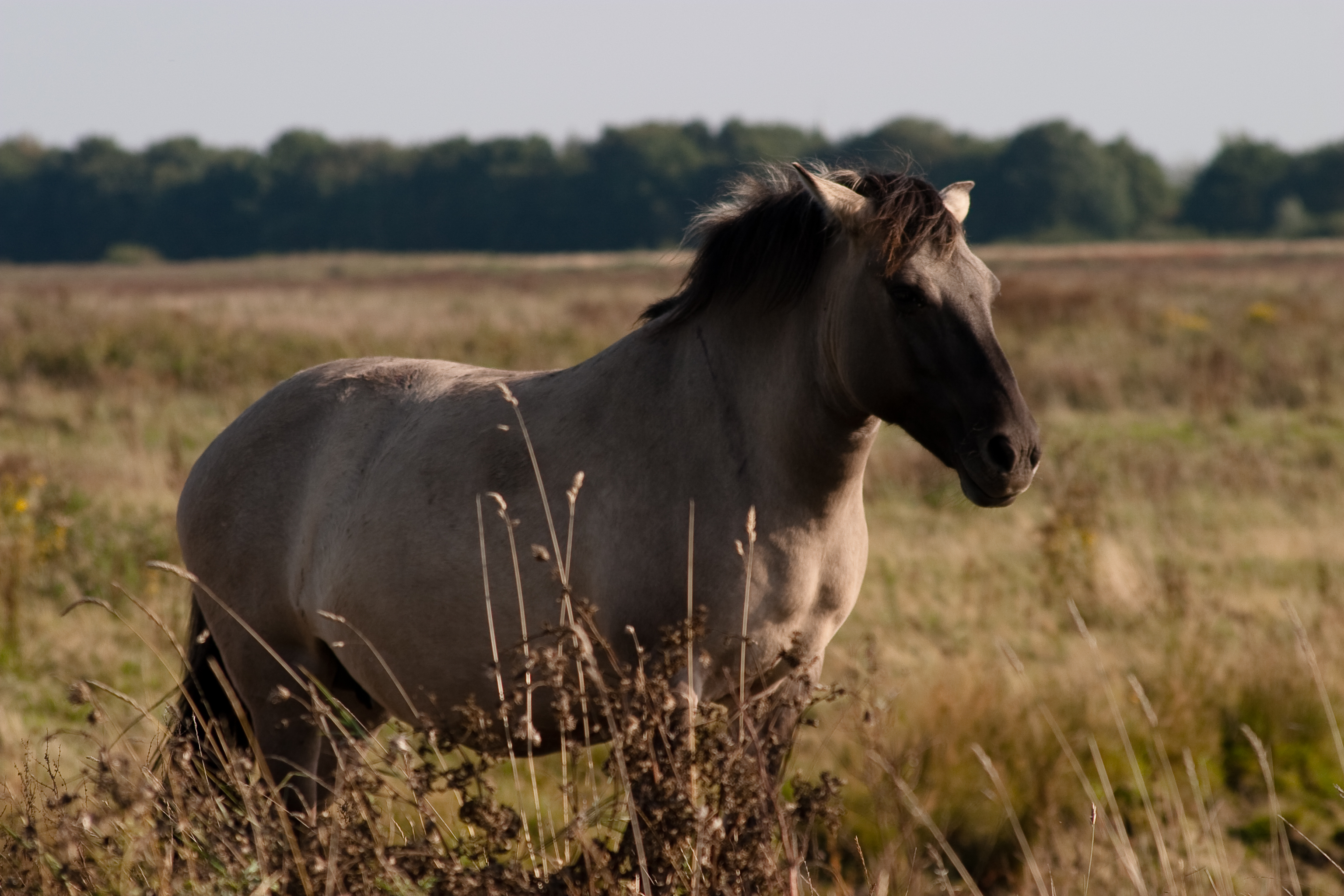
Un Konik polski (« petit cheval polonais »).

Le Huçul, race de poney transfrontière, est présent en Pologne. Cependant, le pays est davantage connu pour ses Koniks (polonais : Konik polski, soit « Konik polonais »), dont le stud-book est conçu en 1955 puis fonctionnel en 1962. Un programme d'élevage conservatoire est élaboré puis mis en place en 1999. Le rare Biłgoraj, présumé descendant du Tarpan, est génétiquement proche des races Konik et Huçul.

### Cheval de selle et de sport
Le cheval arabe fait l'objet d'un soin et de mesures de protection tout particuliers. L'élevage du Pur-sang est lui aussi étroitement suivi.